# 刘羽桐
刘羽桐（？—），中华人民共和国企业家，甘肃远达投资集团董事长，甘肃省工商联副主席。2018年，被评为改革开放40年百名杰出民营企业家。